# Sokoľany
Sokoľany (bis 1927 slowakisch „Sokolany“; ungarisch Abaújszakaly – bis 1907 Szakaly) ist eine Gemeinde im Osten der Slowakei mit 1358 Einwohnern (Stand 31. Dezember 2024), die zum Okres Košice-okolie, einem Teil des Košický kraj gehört. Sie ist Teil der traditionellen Landschaft Abov.

## Geographie
Die Gemeinde befindet sich im Talkessel Košická kotlina am Bach Sokoliansky potok. Das Gemeindegebiet ist relativ klein und vollständig entwaldet. Das Ortszentrum liegt auf einer Höhe von 213 m n.m. und ist 15 Kilometer von der Innenstadt von Košice entfernt.
Nachbargemeinden sind Haniska im Nordosten und Osten, Seňa und Bočiar im Süden sowie Košice (Stadtteil Šaca) im Westen.

## Geschichte
Archäologischen Untersuchungen zufolge war das heutige Gemeindegebiet zum ersten Mal im 7. und 8. Jahrhundert besiedelt. Eine Grabstätte aus dem 11. und 12. Jahrhundert weist auf eine Dauerbesiedlung hin.
Der heutige Ort wurde zum ersten Mal 1268 als Zakál schriftlich erwähnt und war damals Standort eines Klosters, das zum Jossauer Konvent gehörte. Bis zum Ende des Mittelalters gehörten die Güter zum Geschlecht Aba sowie dessen Nachfahren. 1828 zählte man 93 Häuser und 656 Einwohner, die in der Landwirtschaft beschäftigt waren.
Bis 1918/1919 gehörte der im Komitat Abaúj-Torna liegende Ort zum Königreich Ungarn und kam danach zur Tschechoslowakei beziehungsweise heute Slowakei. Auf Grund des Ersten Wiener Schiedsspruchs lag er 1938–1945 noch einmal in Ungarn.
Von 1961 bis 1990 war die Gemeinde Sokoľany mit der Gemeinde Bočiar zur Einheitsgemeinde Hutníky zusammengeschlossen.
Seit 1997 ist die Gemeinde in einem Rechtsstreit mit der Stadt Košice verwickelt, wobei es insbesondere um Grundsteuereinnahmen aus den lukrativen Grundstücken (insgesamt etwa 700 ha) im Areal des Stahlwerks U. S. Steel Košice geht. Die Ursache des Streits geht in das Jahr 1981 zurück, als ein mehr als 3700 ha umfassendes Stück Land von insgesamt 14 Gemeinden, inklusive der damaligen Gemeinde Hutníky, abgetrennt und der Stadt Košice zugeschlagen wurde. Von 2009 bis 2011 gehörten die fraglichen Grundstücke wieder zur Gemeinde Sokoľany, dies wurde jedoch nach weiteren Gerichtsentscheidungen rückgängig gemacht.

## Bevölkerung
| Jahr                | 1994 | 2004     | 2014     | 2024    |
| ------------------- | ---- | -------- | -------- | ------- |
| Anzahl der Personen | 1009 | 1118     | 1309     | 1358    |
| Unterschied         |      | +10,80 % | +17,08 % | +3,74 % |

| Jahr                | 2023 | 2024    |
| ------------------- | ---- | ------- |
| Anzahl der Personen | 1357 | 1358    |
| Unterschied         |      | +0,07 % |

Nach der Volkszählung 2011 wohnten in Sokoľany 1269 Einwohner, davon 1050 Slowaken, 169 Roma, sieben Tschechen, jeweils zwei Deutsche und Magyaren und ein Russine; ein Einwohner gehörte einer anderen Ethnie an. 35 Einwohner machten diesbezüglich keine Angabe. 1051 Einwohner bekannten sich zur römisch-katholischen Kirche, 44 Einwohner zur griechisch-katholischen Kirche, drei Einwohner zur evangelischen Kirche A. B., zwei Einwohner zur reformierten Kirche und jeweils ein Einwohner zur Bahai-Religion sowie zur orthodoxen Kirche. 108 Einwohner waren konfessionslos und bei 57 Einwohnern wurde die Konfession nicht ermittelt.

## Bauwerke

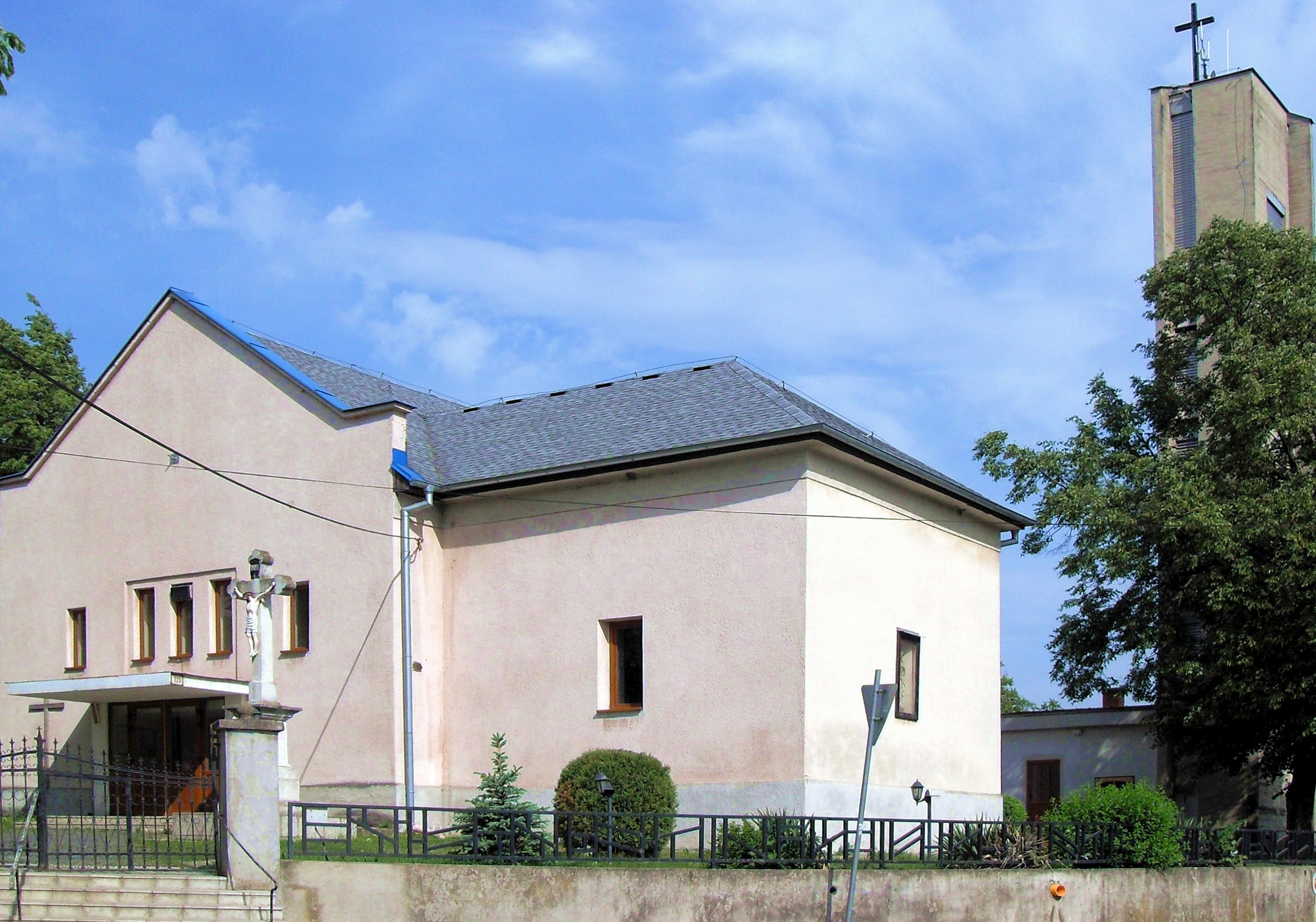
Kirche Unserer Lieben Frau vom Rosenkranz

- römisch-katholische Kirche Maria vom Rosenkranz im Barockstil aus dem Jahr 1773
- Landschloss im Barockstil aus dem 18. Jahrhundert